# フィリップ・アーン

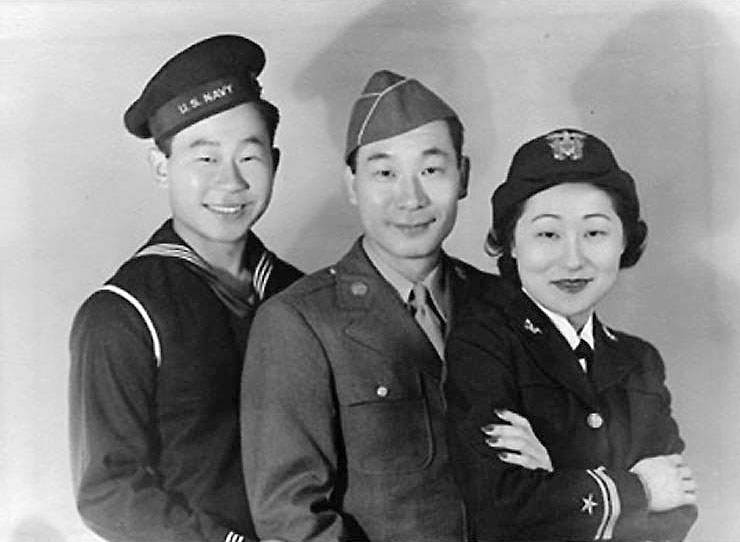
第二次世界大戦中のフィリップ・アーン（中央）、弟ラルフ（左）、妹スーザン。ラルフとスーザンは海軍で勤務していた。

フィリップ・アーン（Philip Ahn、1905年3月29日 - 1978年2月28日）は、アメリカ合衆国の俳優。韓国系アメリカ人であり、韓国名は安必立（アン・ピルリプ、안필립）。父は独立運動家の安昌浩。
第二次世界大戦中はアメリカ陸軍の慰問部隊に勤務するが前線で負傷して早期除隊を認められた。戦時中、多くの映画で悪役たる日本人を演じた為、彼を日本人だと誤解した者から脅迫文を送られたこともあるという。

## 出演作品
- ヒットマン
- 燃えよ！カンフー
- 燃えよカンフー
- 女を売る街
- 昨日の敵
- 慕情
- ハワイ犯罪地図
- 白人酋長
- マカオ
- 壮烈第一海兵隊・向う見ず海兵隊
- ジャバへの順風
- 東は東
- 地獄の戦場
- 軍医ワッセル大佐
- バターンを奪回せよ（クロキ大佐）
- 腰抜けスパイ騒動
- チャイナガール（ドクター・ヤング）